# Eduardo J. Carletti
Eduardo J. Carletti (17 de abril de 1951, Buenos Aires) é um programador, escritor e editor de ficção científica argentino.

## Biografia
Desde 1956, Carletti vive em Ituzaingó, na Grande Buenos Aires. Formou-se em eletrônica digital e hardware de computadores, e no presente trabalha com desenvolvimento de softwares. Sua fama na Argentina e na América Hispânica veio de seu trabalho como escritor e editor de ficção científica.
Carletti é um dos fundadores de um inovador ezine de FC, o Axxón, que surgiu em formato de "revista eletrônica" em março de 1989. Inicialmente, era distribuído em disquetes e BBSs, e, a partir de 2001, passou a ter seu próprio site na internet.

## Obras
- Instante de máximo quebranto (romance, 1988)
- Por media eternidad, cayendo (contos, 1991)
- Un largo camino (contos, 1992)

## Premiações
- Prêmio Más Allá (agraciado várias vezes, entre 1985 e 1994).